# 松島町 (徳島県)
松島町（まつしまちょう）は、徳島県にあった町である。1955年（昭和30年）3月31日、合併して板野郡上板町となり消滅した。

## 歴史
- 1889年（明治22年）10月1日 - 町村制施行に伴い、板野郡七条村、泉谷村、引野村、鍛冶屋原村が合併し、松島村が成立。
- 1947年（昭和22年）11月3日 - 松島村が町制施行し松島町となる。
- 1955年（昭和30年）3月31日 - 板野郡大山村、名西郡高志村と合併して上板町となり消滅。